# I Liga 1978/1979
Ekstraklasa 1978/79 byla nejvyšší polskou fotbalovou soutěží. Vítězem se stal a do Poháru mistrů evropských zemí 1979/80 se kvalifikoval Ruch Chorzów. Do Poháru UEFA se kvalifikovaly týmy Widzew Łódź a Stal Mielec. Účast v Poháru vítězů pohárů si zajistil vítěz poháru Arka Gdynia.
Soutěže se zúčastnilo celkem 16 celků, soutěž se hrála způsobem každý s každým doma-venku (celkem tedy 30 kol) systémem podzim-jaro. Při shodném počtu bodů rozhodovaly o pořadí vzájemné zápasy. Sestoupily poslední 2 týmy Pogoń Szczecin a Gwardia Varšava. 

## Tabulka
| Poř. | Tým                 | Z  | V  | R  | P  | VG | OG | B  |
| ---- | ------------------- | -- | -- | -- | -- | -- | -- | -- |
| 1.   | Ruch Chorzów        | 30 | 16 | 7  | 7  | 44 | 27 | 39 |
| 2.   | Widzew Łódź         | 30 | 14 | 11 | 5  | 37 | 26 | 39 |
| 3.   | Stal Mielec         | 30 | 14 | 8  | 8  | 43 | 27 | 36 |
| 4.   | Szombierki Bytom    | 30 | 11 | 13 | 6  | 42 | 27 | 35 |
| 5.   | Odra Opole          | 30 | 13 | 6  | 11 | 42 | 28 | 34 |
| 6.   | Legia Varšava       | 30 | 10 | 13 | 7  | 32 | 28 | 33 |
| 7.   | Lech Poznań         | 30 | 11 | 8  | 11 | 34 | 38 | 30 |
| 8.   | GKS Katowice (N)    | 30 | 10 | 10 | 10 | 28 | 36 | 30 |
| 9.   | Zagłębie Sosnowiec  | 30 | 7  | 15 | 8  | 22 | 25 | 29 |
| 10.  | Śląsk Wrocław       | 30 | 11 | 7  | 12 | 23 | 27 | 30 |
| 11.  | Arka Gdynia         | 30 | 11 | 7  | 12 | 29 | 35 | 29 |
| 12.  | ŁKS Łódź            | 30 | 9  | 8  | 13 | 30 | 36 | 26 |
| 13.  | Wisla Krakov        | 30 | 9  | 8  | 13 | 42 | 43 | 26 |
| 14.  | Polonia Bytom       | 30 | 9  | 6  | 15 | 23 | 39 | 24 |
| 15.  | Pogoń Szczecin      | 30 | 7  | 8  | 15 | 31 | 41 | 22 |
| 16.  | Gwardia Varšava (N) | 30 | 5  | 9  | 16 | 22 | 41 | 19 |

|  | Pohár mistrů evropských zemí 1979/80 |
|  | Pohár vítězů pohárů 1979/80          |
|  | Pohár UEFA 1979/80                   |
|  | Sestup do 2. ligy                    |

## Nejlepší střelci
|    |        | hráč              | tým          | PG |
| -- | ------ | ----------------- | ------------ | -- |
| 1. | Polsko | Kazimierz Kmiecik | Wisla Krakov | 17 |
| 2. | Polsko | Tadeusz Małnowicz | Ruch Chorzów | 15 |
| 2. | Polsko | Andrzej Szarmach  | Stal Mielec  | 15 |

## Soupiska mistra -Ruch Chorzów
Henryk Bolesta (27/0), Piotr Czaja (3/0) - Jan Benigier (30/9), Piotr Drzewiecki (29/0), Henryk Dusza (29/1), Helmut Foreiter (10/2), Roman Grzybowski (7/1), Tadeusz Jakubczyk  (28/2), Krzysztof Kajrys (8/1), Edward Lorens (28/0), Ireneusz Malcher (25/5), Tadeusz Małnowicz (28/15), Albin Mikulski (30/1), Marian Piechaczek (30/0), Marian Tomczyk (2/0), Krystian Walot (18/0), Albin Wira (28/1), Jerzy Wyrobek (1/0) - trenér Leszek Jezierski